# PW Andromedae
PW Andromedae (PW And / HD 1405 / SAO 53799) es una estrella en la constelación de Andrómeda. Su magnitud aparente es +8,86, por lo que no es observable a simple vista, y se encuentra a 105 años luz del sistema solar.
Es miembro de la asociación estelar de AB Doradus.
PW Andromedae es una enana naranja de tipo espectral K2V con una temperatura superficial de 4808 K.
Brilla con una luminosidad igual al 64% de la luminosidad solar.
Su radio es un 16% más grande que el radio solar y gira sobre sí misma con una velocidad de rotación de 33,2 km/s. Su período de rotación es de 1,762 días, equivalente a 1/16 del que tiene el Sol.
Tiene una masa aproximada de 1,07 masas solares.
Es una estrella pre-secuencia principal muy joven que se halla en la etapa inmediatamente anterior a la edad cero de la secuencia principal (ZAMS); se estima que tiene sólo 20 millones de años de edad.
PW Andromedae está catalogada como estrella variable del tipo RS Canum Venaticorum. Su brillo fluctúa 0,10 magnitudes en un período igual a su período de rotación.
Los cambios de brillo en estas variables suelen ser debidos a manchas estelares análogas a las del Sol pero de dimensiones mucho mayores.
En PW Andromedae se han detectado manchas estelares frías cuya diferencia de temperatura respecto a la fotosfera llega hasta los 1200 K. Dichas manchas fundamentalmente se localizan en una franja de ± 40° respecto al ecuador de la estrella.